# Micro Test
Albums de ATK
/ Heptagone
(1998)
Micro Test est le premier album du collectif de rap ATK.

## Liste des titres
1. Intro (ATK)
2. Je Me Débarrasse (Maximum De Phases)
3. Le Style Des Guedins (Légadulabo)
4. 6 Facons De Mourir (ATK)
5. Apocalypse (Axis)
6. Interlude (ATK)
7. Esprit Speed (Légadulabo)
8. Freestyle (ATK)
9. Impalpable (Maximum De Phases/Apocalypse)
10. Micro Test (ATK)
11. Outro (Antilopsa)